# Chrysolina adzharica
Chrysolina adzharica is een keversoort uit de familie bladkevers (Chrysomelidae). De wetenschappelijke naam van de soort werd in 1988 gepubliceerd door Lopatin.
De soort komt alleen voor in Georgië.